# فينا: أميرة القراصنة
فينا: أميرة القراصنة (بالإنجليزية: Fena: Pirate Princess)‏ هي أنمي ياباني من إنتاج شركة برودكشن آي جي وإخراج كازوتو ناكازاوا  وهو إنتاج مشترك بين شركة كرانشي رول وأدلت سويم.